# Slaget ved Fort Henry
Slaget ved Fort Henry blev udkæmpet under den amerikanske borgerkrig den 6. februar 1862 i det vestlige Tennessee. Det var den første vigtige sejr for Unionen og for general Ulysses S. Grant.
Den 4. og 5. februar landsatte Grant to divisioner lige nord for Fort Henry på bredden af Tennesseefloden. Hans plan var rykke frem til fortet, mens det blev angrebet af kanonbåde fra den amerikanske flåde under kommando af Andrew Hull Foote. En kombination af effektiv kanonild fra flåden og en uheldig placering af fortet, som næsten stod under vand fra floden, fik dets kommandant, brigadegeneral Lloyd Tilghman, til at overgive sig til Foote, før hæren nåede frem.
Erobringen af Fort Henry åbnede Tennesseefloden for Unionen helt ned forbi grænsen til Alabama, hvilket blev demonstreret med et raid mellem den 6. og 12. februar 1862, som ødelagde skibe og jernbanebroer. Efter erobringen fortsatte Grants hær 20 km over land til Fort Donelson ved Cumberlandfloden.

## Baggrund
I begyndelsen af 1861 erklærede staten Kentucky sig neutral i krigen mellem Nordstaterne og Sydstaterne. Denne neutralitet blev krænket den 3. september, da Sydstaterne besatte byen Columbus ved Mississippi-floden. To dage senere besatte general Grant byen Paducah i statens nordvestlige hjørne. Derefter respekterede ingen af parterne statens neutralitet, og Syden havde ikke længere fordel af at have en neutral stat som buffer ved grænsen til Tennessee.
I starten af 1862 var alle Sydstaternes styrker fra Arkansas i vest til Cumberland Gap ved grænsen mellem Tennessee, Kentucky og Virginia i øst under kommando af general Albert Sidney Johnston. Hans styrker var spredt tyndt, og det var en lang front. Centrum i fronten udgjordes af to forter, Fort Henry og Fort Donelsen, som var det eneste forsvar af de vigtige floder Tennessee og Cumberland. Hvis de to floder blev åbnet for Unionens flåde, ville vejen være åbnet til hele staten Tennessee og videre endnu.
De to forter var bemandet med 4.000 mand under brigadegeneral Lloyd Tilghman.
Unionsstyrkerne i området var hæmmet af, at der ikke var en fælles kommando. Der var tre områder: Kansas, Missouri og Ohio, og hvert område havde sin general, som var sidestillet med de to andre, og de kunne ikke enes om en fælles strategi. I øst rykkede brigadegeneral Don Carlos Buell langsomt frem mod Nashville. I centrum ville hans rival generalmajor Henry W. Halleck ikke stå tilbage for ham, selv om han var forsigtig af natur.
Den 1. februar 1862 godkendte han et forslag fra sin underordnede general Grant om at angribe Fort Henry. Grant spildte ingen tid, og dagen efter forlod han Cairo med to divisioner bestående af i alt 15-17.000 mænd under kommando af brigadegeneralerne John A. McClernand og Charles Ferguson Smith, foruden flådens vestlige flotille under kommando af kontreadmiral Andrew Hull Foote. Foote havde 4 jernklædte kanonbåde og 3 trækanonbåde til rådighed, og de måtte sejle to gange frem og tilbage for at overføre alle tropperne.

## Fort Henry
Fort Henry var bygget af jord, havde 5 sider og dækkede ca. 4 hektar på den østlige side af Tennesseefloden omtrent over for udmundingen af Sandy River.
I maj 1861 udnævnte Tennessees guvernør statsadvokaten Daniel S. Donelson til brigadegeneral med ansvar for at bygge befæstninger ved floderne i det midterste Tennesse. Donelson fandt passende steder, men de lå i Kentucky, som endnu var neutralt. I stedet valgte han at flytte et godt stykke op ad floderne, til han kom til Tennessee. Fortet, som fik hans navn, kom til at ligge ved Tennessee-floden, mens Fort Henry, som var opkaldt efter sydstatssenatoren Gustavus Adolphus Henry Sr, kom til at ligge ved Cumberland-floden. I modsætning til Fort Donelson lå Fort Henry i et lavt sumpet område, men der var frit skudfelt 3 km ned ad floden.
Fortet blev bygget med henblik på at blokere trafikken på floden, ikke til at modstå infanteriangreb. Byggeriet startede i midten af juni 1861 og blev udført af soldater fra det 10. Tennessee infanteriregiment og slaver. Den første kanon blev prøveskudt den 12. juli 1861. Herefter skete der ikke ret meget mere i 1861, fordi forter ved Mississippi-floden blev prioriteret højere. I slutningen af december kom der yderligere tropper fra 27. Alabama infanteriregiment foruden 500 slaver. De byggede en mindre befæstning på den anden side af floden ved Stewart’s Hill og kaldte det Fort Heiman. Det var inden for skudafstand fra Fort Henry. Nogenlunde samtidig overtog brigadegeneral Lloyd Tilghman kommandoen over både Fort Henry og Fort Donelson. Ved Fort Henry var der to brigader på tilsammen 2.800-3.400 mand. De var udstyret med gamle rifler fra Den britisk-amerikanske krig i 1812.
Der var 17 kanoner i Fort Henry, da slaget fandt sted. 11 dækkede floden og de 6 andre skulle yde forsvar mod angreb fra landsiden. Der var to tunge kanoner, en 10 tommer Columbiad og en 24 punds riflet kanon. Resten var 32 punds glatløbede kanoner. Der var to 42 punds kanoner, men dem havde man ingen ammunition til. Når floden havde normal vandstand, stod fortet 6 meter over det, og havde volde som var 6 meter brede i bunden og 3 meter i toppen. I februar 1862 havde det imidlertid regnet kraftigt, og det meste af fortet stod under vand – herunder krudtmagasinet.
Som noget helt usædvanligt havde sydstatshæren udlagt adskillige forankrede miner, kaldet torpedoer, som lå under overfladen i sejlrenden og var indstillet til at springe i luften, når de blev rørt af et passerende skib. Dette tiltag virkede imidlertid ikke, da vandstanden var så høj, og minerne var i øvrigt utætte.

## Slaget
Den 4. og 5. februar landsatte Grant sine divisioner på to forskellige steder. John A. McClernands 5 km nord for fortet på den østlige bred for at blokere garnisonens flugtrute, og C.F. Smiths så den kunne besætte Fort Heiman på Kentucky-siden, hvilket ville sikre fortets fald. Slaget viste sig imidlertid i hovedsagen at blive en marineaktion og blev afsluttet, inden infanteriet kom i kamp.
Det stod klart for Tilghman, at det kun var et spørgsmål om tid, inden Fort Henry ville falde. Kun 9 kanoner stod ikke under vand og kunne bruges til forsvar. Mens han efterlod artilleriet i fortet for at holde flåden på afstand, ledsagede han derfor resten af styrken ud af området og sendte dem videre til Fort Donelsen 20 km væk. Fort Heiman var blevet opgivet den 4. februar, og bortset fra nogle få artillerister forlod alle Fort Henry den 5. februar. Unionskavaleri forfulgte de retirerende tropper, men vejenes dårlige tilstand forhindrede, at det kom til egentlige kamphandlinger, og kun nogle få blev taget til fange.
Footes syv kanonbåde begyndte bombardementet af fortet den 6. februar. Det var første gang Western Flotilla, som var udstyret med hastigt konstruerede, jernklædte skibe af nyt design, skulle i kamp. Foot placerede de fire jernklædte skibe på linje efterfulgt af de 3 træskibe, som nøjedes med at skyde på længere afstand. Da fortets kanoner var placeret så lavt, gjorde de ikke megen skade på skibene. De ramte dem nemlig dér, hvor pansringen var stærkest. Et heldigt skud gennemborede USS Essex og ramte dens midterste dampkedel, hvilket sendte skoldhed damp gennem det halve skib. 32 mand blev dræbt eller såret, inklusiv kaptajnen William D. Porter, og skibet var ukampdygtigt i resten af kampagnen.

## Efter slaget
Da slaget havde varet i 75 minutter, overgav Tilghman fortet til flåden, som nu lå knap 400 meter fra fortet. En lille båd sejlede ind gennem fortets port, hentede Tilghman og sejlede ham ud til USS Cincinnati til overgivelsesceremonien. 12 officerer og 82 mand overgav sig, og der var 15 døde og 20 sårede. Tilghman blev krigsfange, men udvekslet den 15. august.
Grant sendte en kort depeche til Halleck, hvor han skrev: “Fort Henry er vores … jeg vil erobre og ødelægge Fort Donelson og vende tilbage til Fort Henry den 8.”
Halleck telegraferede til Washington: ”Fort Henry er vores. Flaget vajer igen over Tennessees jord. Det vil aldrig blive fjernet.
Hvis Grant havde været ligeså forsigtig som andre unionsgeneraler og havde ventet to dage, ville slaget slet ikke have fundet sted, for den 8. februar stod fortet fuldstændigt under vand. Ikke desto mindre fejrede befolkningen i nord erobringen som en stor sejr.
Den 7. februar vendte kanonbådene Cincinnati, St. Louis, og Essex tilbage til Cairo med tudende dampfløjter og sydstatsflag vendt på hovedet.
Fort Henrys fald åbnede Tennesseefloden for Unionens kanonbåde hele vejen til den anden side af grænsen til Alabama. Dette blev hurtigt demonstreret, for straks efter overgivelsen sendte Foote sine 3 træskibe, USS Tyler, USS Conestoga og USS Lexington, på et togt op ad floden for at ødelægge militære installationer og forsyninger af militær værdi. De fortsatte så langt, de kunne sejle på floden, hvilket vil sige forbi Florence, Alabama. Skibene og deres landgangsstyrker ødelagde mange forsyninger og den vigtige Memphis and Ohio jernbanebro. De erobrede også en række skibe og en pansret kanonbåd, der var ved at blive bygget.
Efter Fort Donelsons fald den 16. februar blev de to vigtigste vandveje i Sydstaterne til hovedruter for transport af tropper og materiel for Nordstaterne, og som Grant havde forventet, underminerede det sydstatshærens position i Columbus, så den måtte trække sig tilbage fra byen og hele det vestlige Kentucky.